# Jacek Wierciński
Jacek Wierciński – polski prawnik, radca prawny, doktor habilitowany nauk prawnych, nauczyciel akademicki Uniwersytetu Warszawskiego, specjalista w zakresie prawa cywilnego.

## Życiorys
W 2011 na Wydziale Prawa i Administracji Uniwersytetu Warszawskiego na podstawie dorobku naukowego oraz rozprawy pt. Brak świadomości albo swobody przy sporządzaniu testamentu uzyskał stopień doktora habilitowanego nauk prawnych w zakresie prawa, specjalność: prawo cywilne. Został adiunktem Uniwersytetu Warszawskiego. Wykonuje zawód radcy prawnego.